# مسجد جمعه، یفپاتوریا
مسجد جمعه، یفپاتوریا یک مسجد واقع در یفپاتوریا، اوکراین است. ساخت و ساز این ساختمان ۱۵۶۴ به پایان رسید. معمار این بنا معمار سنان است.

## نگارخانه

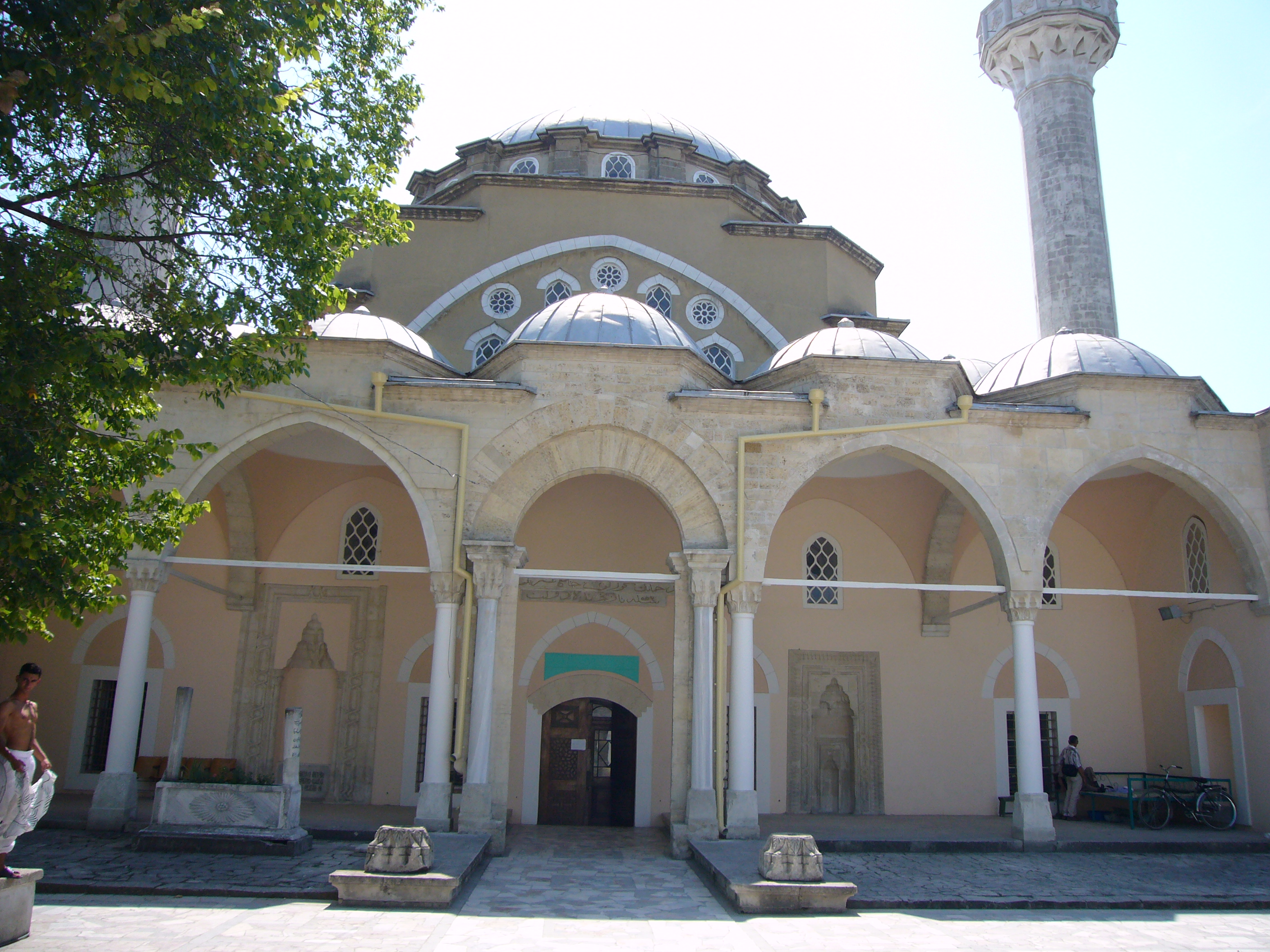
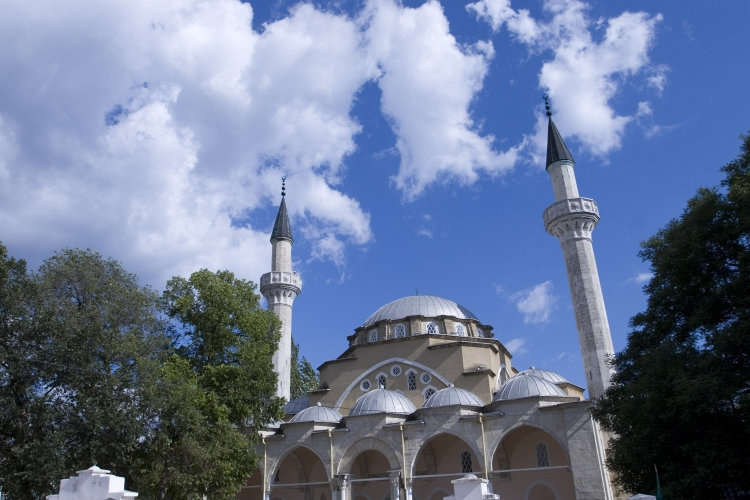
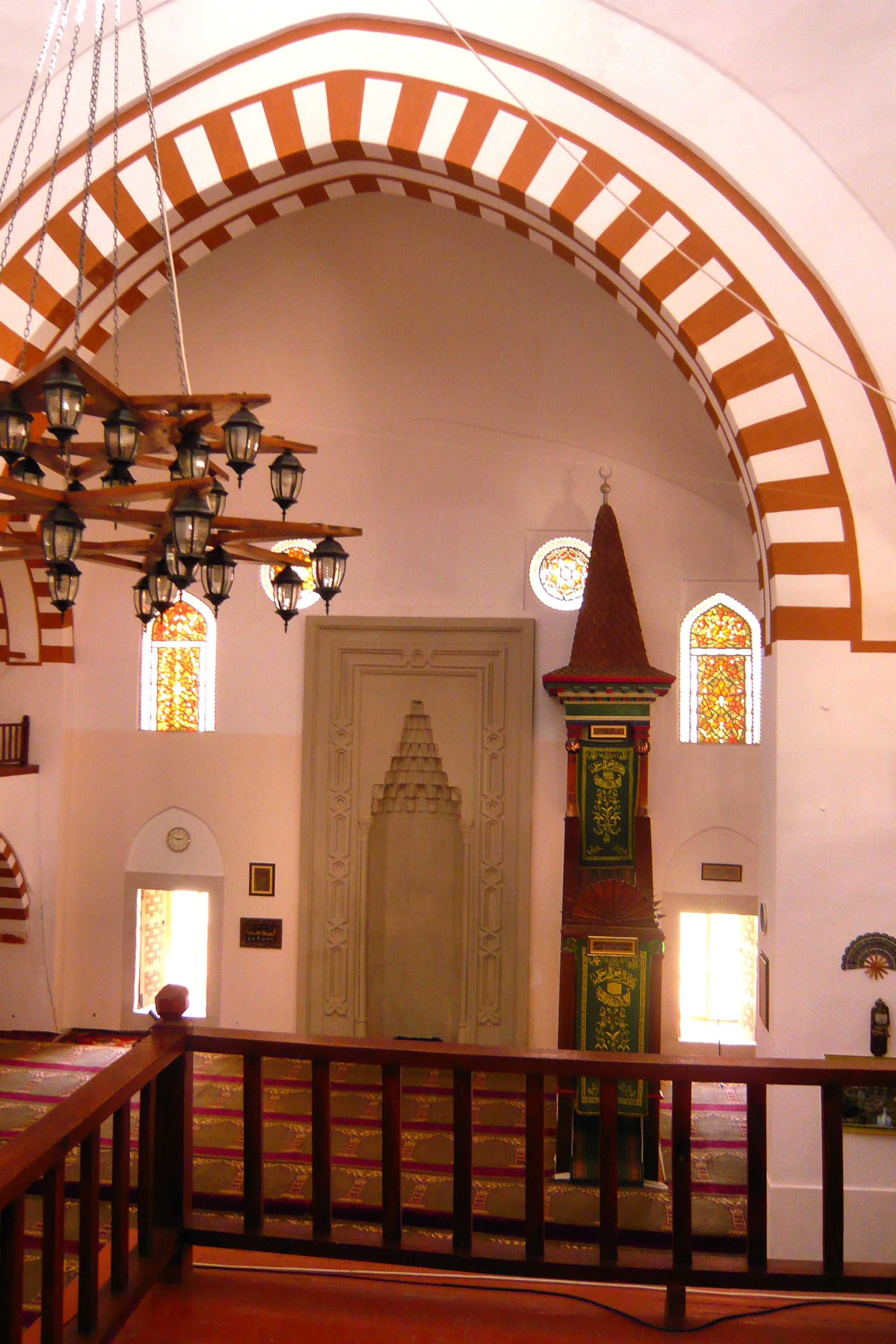
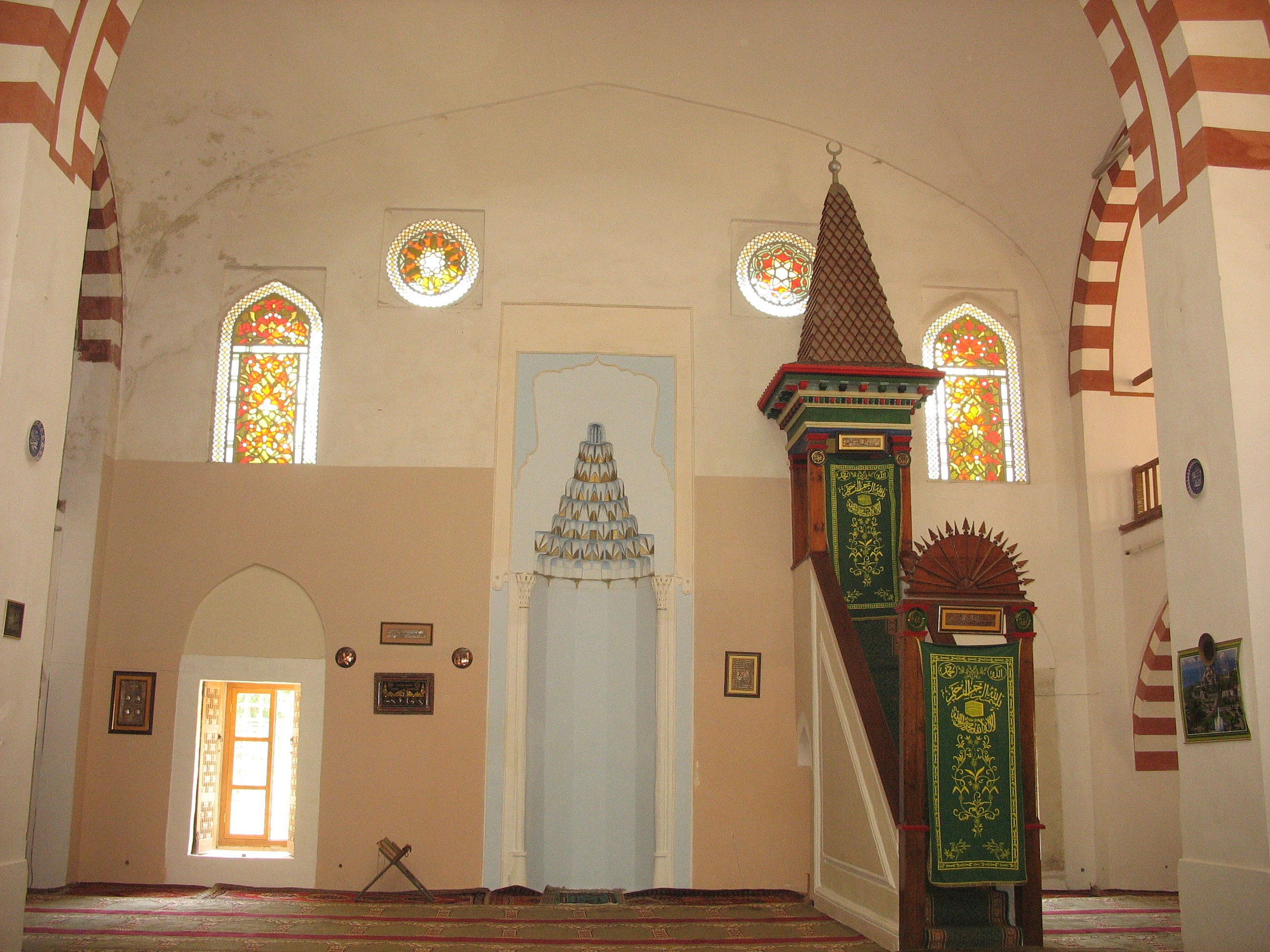
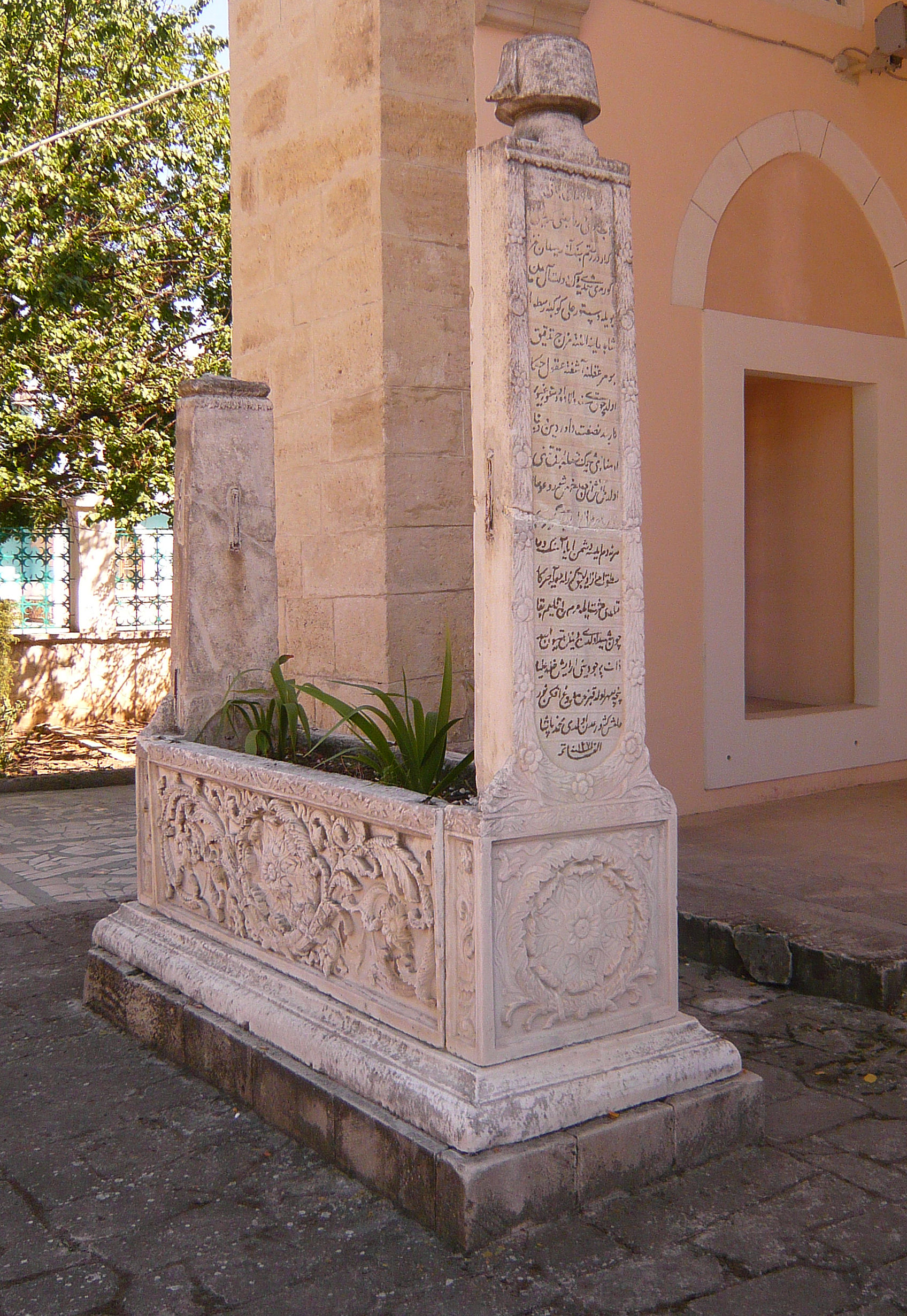
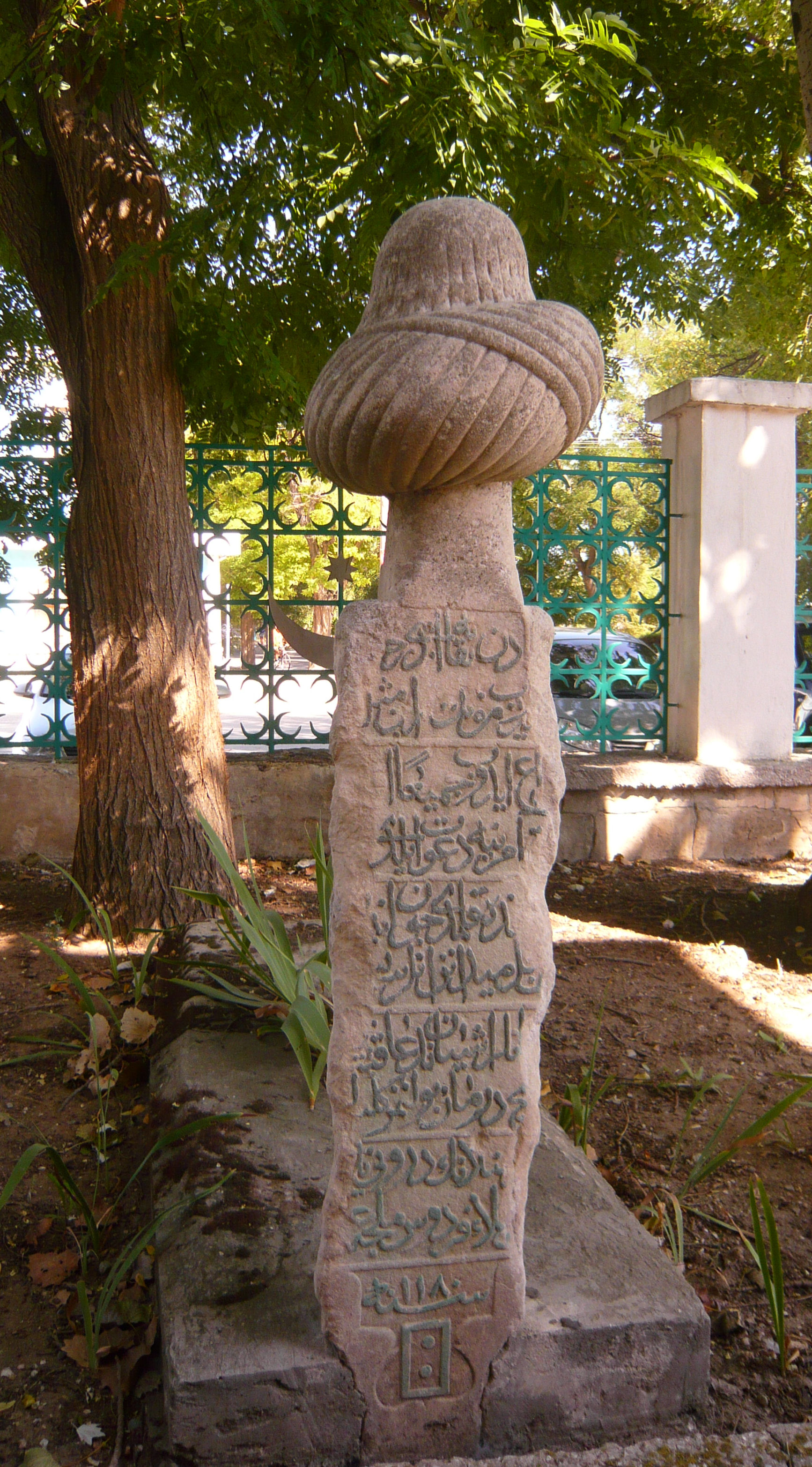
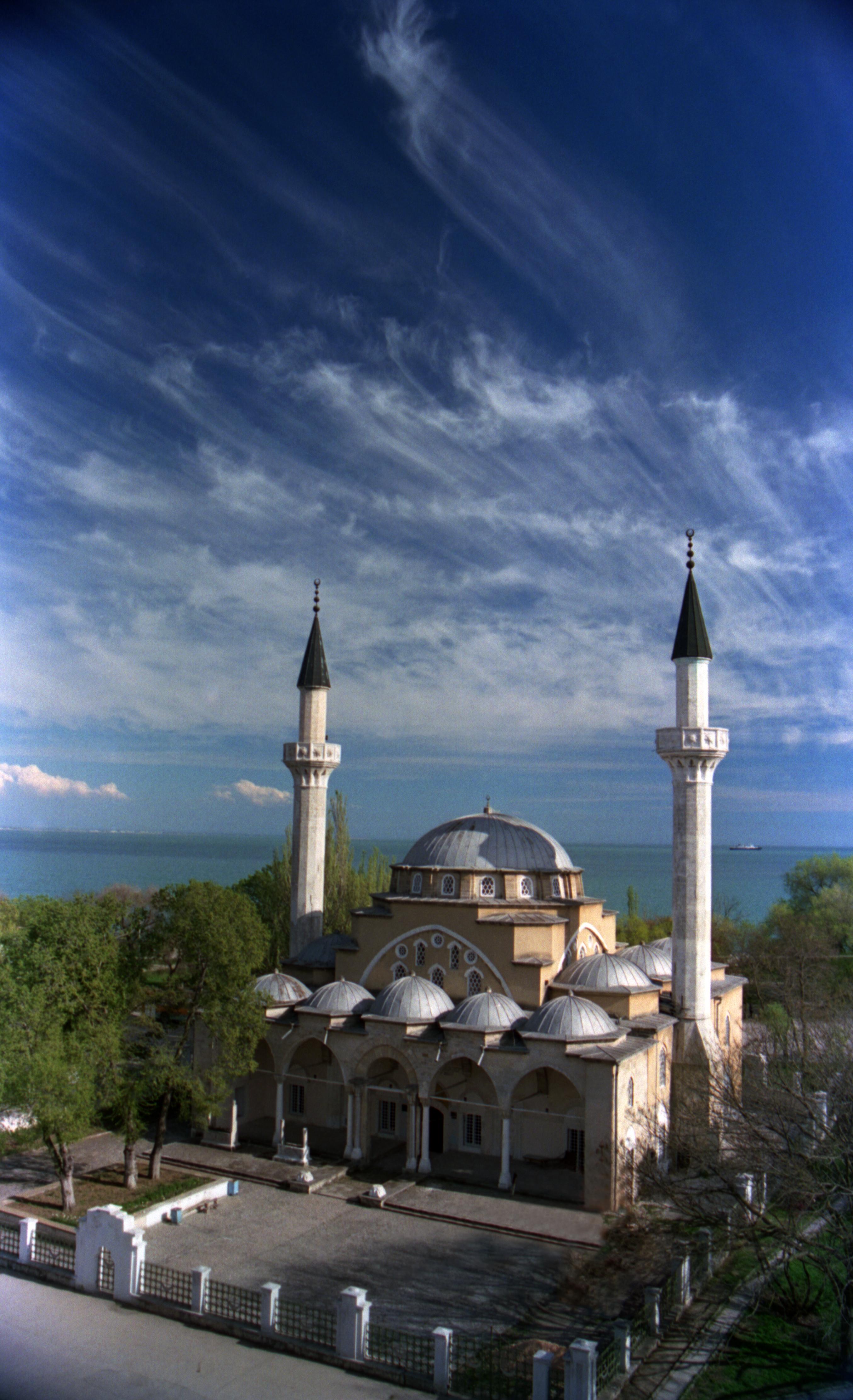